# ميازا أشينافي
ميازا أشينافي (المولودة في بنيشنقول-قماز عام 1964) هي محامية أثيوبية وُصفت بأنها "ناشطة بارزة في مجال حقوق المرأة"، وهي المؤسس والمدير التنفيذي لجمعية المحاميات الإثيوبية (EWLA).

## حياتها المهنية
عملت ميازا أشنافي كقاضية في المحكمة العليا في إثيوبيا بين عامي 1989 و 1992. وفي عام 1993، تم تعيينها من قبل لجنة الدستور الإثيوبية كمستشارة قانونية. وفي عام 1995، أسست أشينافي جمعية المحاميات الإثيوبية (EWLA)، وأصبحت مديرها التنفيذي. كان لأشينافي من خلال اتصالاتها القانونية دور فعال في تدشين حملة من أجل حقوق المرأة في إثيوبيا، حيث شارك من أجل توسيع مفهوم حقوق المرأة ما يقرب من 45 محاميًا في عام 2002.
شغلت أشينافي منصب مع لجنة الأمم المتحدة الاقتصادية لأفريقيا. ساعدت في قيادة تطوير أول بنك نسائي في إثيوبيا، بنك إينا Enat، الذي تأسس في عام 2011 وترأست مجلس إدارته عام 2016. حصلت أشينافي في عام 2003 على جائزة مشروع الجوع، وحصلت على جائزة جراسروتز إثيوبيا للنساء من دول أفريقيا، ثم تم ترشيحها بعد ذلك بعامين لجائزة نوبل للسلام.
كانت أشينافي صريحةً في خطابها عام 2009 بشأن الصور النمطية التي تواجه النساء في المجتمع الإثيوبي، مُلقيةً اللوم على الأمثال الأمهرية بالطريقة التي ينظر بها إلى النساء، حيث تصورهن في الغالب على أنهن ضعيفات وساذجات. استُخدمت هذه الأمثال بمرور الوقت لرفعة شأن الرجال وتحطيم مكانة النساء. شملت بعض الأفكار التي قدمتها هذه الأمثال أن مكان المرأة هو فقط في الواجبات المنزلية وأن المرأة عمومًا تفتقر إلى الحس السليم وغير مسؤولة.
تشير إحدى تلك الأمثال الأمهرية إلى أنه لا يمكن للمرأة أن تكون موثوقة، بينما يُشير آخر إلى فكرة أن مرافقة المرأة يمكن تفريقها بسهولة بواسطة الماوس. يوجد مثال آخر يشير إلى أنه حتى لو كانت المرأة ذكية، إلا أن الرجل يكون عمليًا أكثر منها لتطبيق المعرفة - في تلميح للأدوار القائمة على النوع الاجتماعي في المجتمع الحضري الإثيوبي، وخاصةُ في أديس أبابا. لا تزال واحدة أخرى من الأمثال التي تلمح إليها هي ذات خصائص عاطفية حيث يتحدث المثل عن شجاعة المرأة كأنها عديمة الفائدة ككاهن خجول أو حمار أعمى.